# Finkenstein am Faaker See
Finkenstein am Faaker See (tiếng Slovenia: Bekštanj) là một đô thị thuộc huyện Villach-Land trong bang Kärnten trong nước Áo. Đô thị Finkenstein am Faaker See có diện tích 102 km², dân số thời điểm năm 2001 là 8198 người.

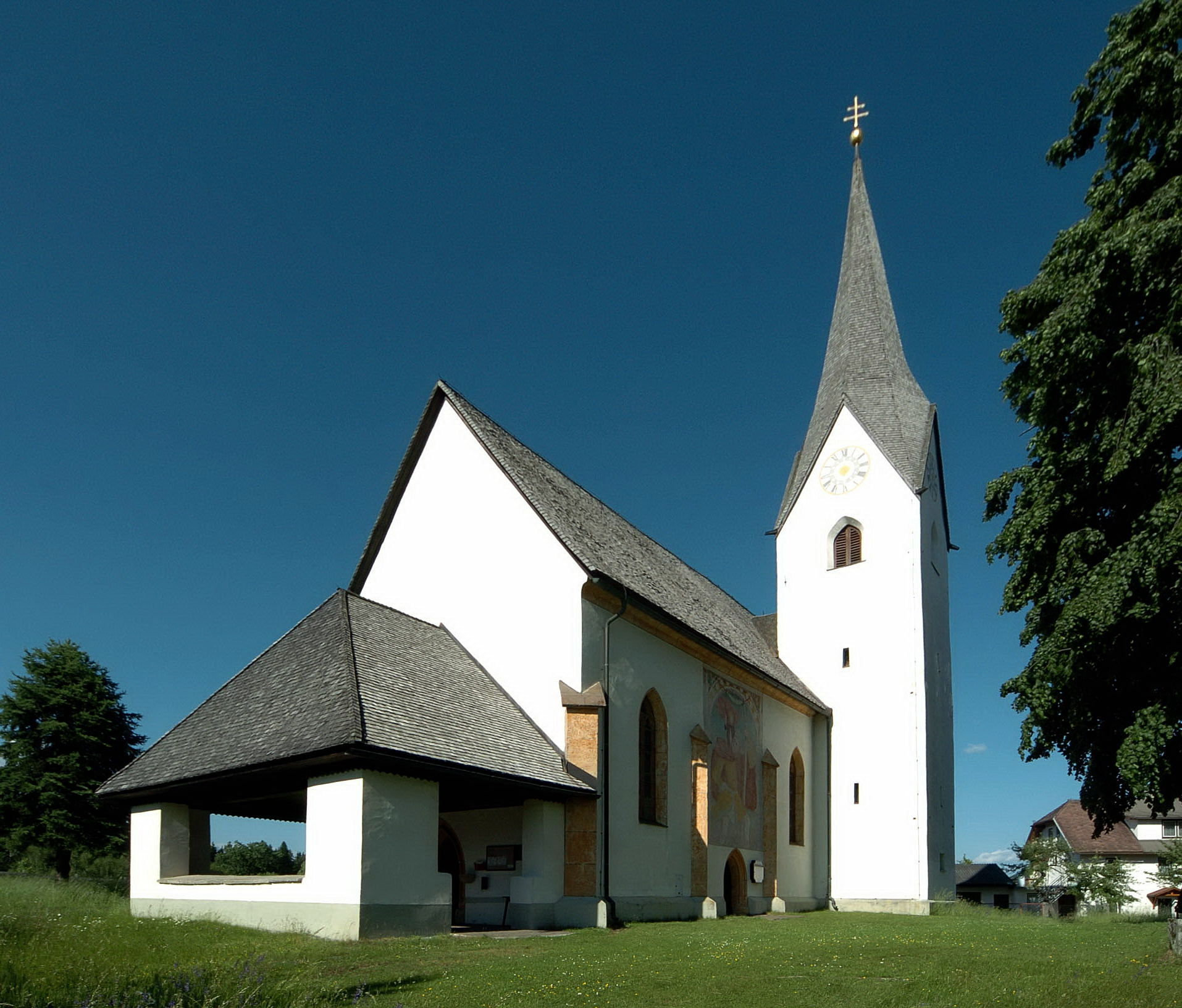
Giáo đường Saint George, Finkenstein